# 鳶山崩れ
鳶山崩れ（とんびやまくずれ）は、1858年4月9日（安政5年2月26日）の飛越地震により発生した、立山連峰・鳶山の山体崩壊である。鳶崩れ（とんびくずれ）、大鳶崩れ（おおとんびくずれ）ともいう。
1707年に静岡県で起きた大谷崩れ、1911年に長野県で起きた稗田山崩れとともに、日本三大崩れのひとつとされる。

## 概要
1858年4月9日（安政5年2月26日）、越中・飛騨国境（現在の富山・岐阜県境）の跡津川断層を震源とする飛越地震が発生した。地震の規模は マグニチュード 7.1と推定されている。
地震により立山連峰の鳶山が山体崩壊を起こした。鳶山には大鳶山と小鳶山のふたつのピークがあったが、山体崩壊により大鳶山と小鳶山は完全に消滅し、立山カルデラに大量の土砂が流れ込んだ。カルデラ内の立山温泉では湯治客と普請作業に従事していた人足が土石流に巻き込まれて死亡した。

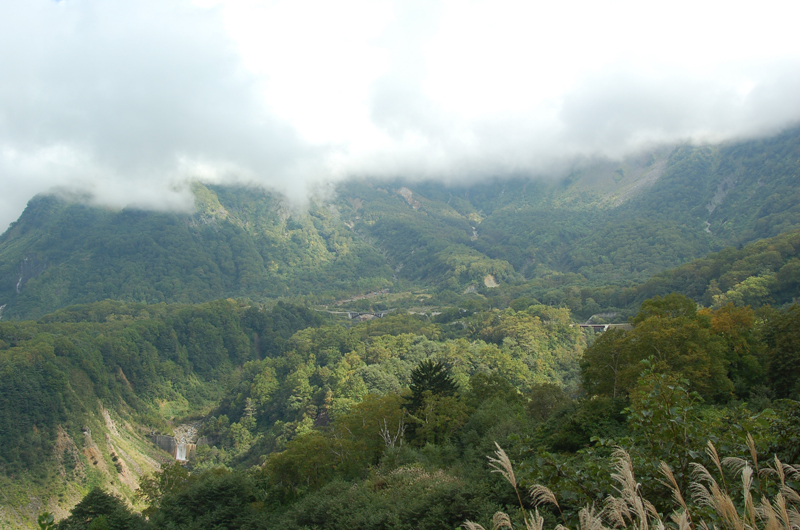
鳶山崩れの跡。かつては中央部に山があった。

常願寺川・神通川・黒部川などでは河道閉塞が発生した。特に常願寺川の河道閉塞は飛越地震の余震などで決壊し、下流に大きな被害を与えた。
崩壊土砂量は全量で4.1億m3と推定され、地震性の山体崩壊として、判明している分では有史以来日本最大規模のものである。
その後も土砂の流出で度々土砂災害が発生しており、立山カルデラでは現在も砂防工事が行われている。カルデラ内に残存している土砂の量は21世紀初頭の時点で約2億m3で、これは仮にすべて流出したとすると富山平野が厚さ2mの土砂で覆われてしまう程の量である。